# Paul Neumann (Übersetzer)
Paul Neumann (* 11. Juli 1943 in Deuthen) ist ein staatlich anerkannter Übersetzer für Russisch und Polnisch. Vor dem Hintergrund seiner Kindheit in Polen, den Erfahrungen der Nachkriegszeit und des Kalten Krieges und seiner Überzeugung als Christ übt er seit Anfang der 1980er Jahre verschiedene ehrenamtliche Tätigkeiten aus, die zur Begegnung, Versöhnung, Ökumene und Völkerverständigung zwischen Deutschen und Osteuropäern beitragen.

## Leben und beruflicher Werdegang
Paul Neumann wuchs nach dem Zweiten Weltkrieg bei seiner Mutter und seinem älteren Bruder in Deuthen im polnischen Teil Ostpreußens auf, nachdem sein Vater seit der Schlacht um Breslau als vermisst gilt. Hier erlernte er neben der deutschen Muttersprache auch die polnische Sprache. 1958 siedelte die Familie über die Lager Friedland und Osthofen nach Berghausen (Pfalz) über, wo sie sich in der Gemeinde St. Pankratius schnell integrierte. Von Januar 1963 bis 1970 diente Paul Neumann bei der Bundeswehr. Danach schloss er die Schulausbildung mit der Mittleren Reife ab. Anschließend erlernte er im Fremdspracheninstitut in Heidelberg die russische Sprache und wurde mit dem Examen 1972 staatlich anerkannter Übersetzer. Zudem erhielt er von der Industrie- und Handelskammer Wiesbaden die Berechtigung die Bezeichnung „geprüfter Übersetzter in der russischen Sprache“ zu führen. Im selben Jahr heiratete er seine Frau Luise, mit der er zwei Kinder hat. Bis zu seinem Ruhestand 2008 arbeitete er 36 Jahre lang in einer Patent-Anwaltskanzlei in Ludwigshafen als Übersetzer für Russisch und Polnisch.

## Ehrenamtliche Tätigkeiten

### Gemeindearbeit
In der Pfarrgemeinde St. Pankratius in Berghausen war er in verschiedenen Funktionen ehrenamtlich tätig. Insgesamt gehörte er 32 Jahre dem Pfarrgemeinderat an, war vier Jahre zweiter und über sechs Jahre erster Vorsitzender, außerdem war er über viele Jahre Lektor und Kommunionhelfer.
Im Zuge seines Engagements in der Pfarrgemeinde half Paul Neumann seit 1986 mehrere Jahre bei der Integration und Betreuung von Asylbewerbern aus dem Iran und Kurden aus der Türkei sowie Schlesiern und Russlanddeutschen, die als Migranten nach Berghausen gekommen waren. Vor allem bei Kontakten mit den Behörden und Übersetzungen von Urkunden und Zeugnissen konnte er aufgrund seiner Sprachkenntnisse behilflich sein. Nach dem russischen Überfall auf die Ukraine 2022 half er als Übersetzter und Dolmetscher ukrainischen Flüchtlingen nach ihrer Ankunft in Römerberg bei Arztbesuchen, Behördengängen und der Integration.

### Partnerschaft zwischen St. Pankratius Berghausen und der Dompfarrei zum Heiligen Kreuz in Oppeln
1984 war er maßgeblich am Zustandekommen der Patenschaft zwischen seiner Heimatpfarrei und der Dompfarrei zum Heiligen Kreuz in Oppeln in Polen beteiligt. Diese bestand zu Beginn aus Hilfsgütertransporten für die notleidende Bevölkerung nach Beendigung des Kriegsrechts in Polen, welche Paul Neumann zusammen mit dem Pfarrgemeinderat, dem Gemeindepfarrer Alois Zorn und anderen Gemeindemitgliedern vorbereitete und durchführte. Die Kontakte nach Oppeln intensivierten sich in den folgenden Jahren immer stärker und reichten bald über die humanitären Hilfsleistungen hinaus. Insbesondere ist dabei die Arbeit mit Jugendlichen im Ost-West-Arbeitskreis der KJG vom Dekanat Speyer hervorzuheben, dessen Gründungsmitglied er war. So plante er maßgeblich den Austausch von Jugendgruppen zwischen dem Dekanat Speyer und Oppeln und nahm auch an diesen als Übersetzer teil. Auch nach Ende des Kalten Krieges nahmen die Beziehungen zwischen den Pfarreien nicht ab. Als Oppeln besonders stark vom Oderhochwasser 1997 heimgesucht wurde, konnte sich die Dompfarrei erneut auf schnelle und unbürokratische Hilfe aus Berghausen verlassen. 2014 konnte das 30-jährige Bestehen der Partnerschaft gefeiert werden. Vom 26. August bis 2. September 1989 organisierte er zusammen mit Prälat Stefan Baldy aus Oppeln die polnische Kulturwoche in Römerberg, bei der Bernhard Vogel den Vortrag „Maximilian Kolbe - Brücke zu Auschwitz“ hielt.

### Pax Christi
Ende der 80er Jahre beteiligte sich Paul Neumann bei Pax Christi an dem Projekt „Versöhnung mit den Völkern der Sowjetunion“. Im Zuge dessen gab es mehrere Treffen zur Vorbereitung einer Versöhnungsreise in die Sowjetunion und die Feier eines Gottesdienstes in der Pax-Christi-Kapelle von St. Bernhard in Speyer. Vor dem Hintergrund der politischen Entwicklung, die letztlich zum Zusammenbruch der Sowjetunion führte, kam die Reise nicht mehr zustande.

### Tschernobyl-Aktion der Pfarrgemeinde St. Pankratius Berghausen und Kinderhilfe Ukraine
Durch die Besuche in Oppeln entstand 1990 auch die Idee, Kinder aus der Region Tschernobyl zu einem drei- bis vierwöchigen Erholungsaufenthalt nach Berghausen einzuladen, zumal dies bereits in Oppeln geschah. Die Nuklearkatastrophe von Tschernobyl am 26. April 1986 führt unter anderem langfristig zu einer Schwächung des Immunsystems und anderen Krankheitssymptomen bei Kindern. Paul Neumann, Initiator der ökumenischen Aktion, organisiert daraufhin seit 1991 in Abstimmung mit dem Pfarrgemeinderat und dem Ortspfarrer Alois Zorn zusammen mit weiteren Helfern Erholungsaufenthalte für die Kinder, um deren Gesundheit zu stärken. Dank vieler Spender, Gasteltern und weiterer ehrenamtlicher Helfer kann der Erholungsaufenthalt der Kinder jedes Jahr finanziert und durchgeführt werden. In der Großregion um das Kernkraftwerk leben gegenwärtig noch ca. 400.000 Kinder und Jugendliche. Durch den Aufenthalt in Berghausen entstanden teils langjährige Kontakte und gegenseitige Besuche fanden mit den ehemaligen Gastkindern statt. Durch die Covid-19-Pandemie konnten 2020 erstmals keine Kinder die Reise nach Berghausen antreten. Seit 2023 dürfen die Kinder aus Belarus nicht mehr nach Deutschland einreisen.
Aufgrund des  Krieges in der Ukraine sind viele Kinder dort in Not geraten. Daher hat der Tschernobylkreis auf Initiative von Paul Neumann im Frühjahr 2023 einstimmig beschlossen, seine Aktivitäten auf das Gebiet der Ukraine zu verlagern und diesen Kindern in Zusammenarbeit mit dem Internationalen Bauorden zu helfen. Seitdem nennt er sich „Tschernobylkreis – Kinderhilfe Ukraine“.

### Sprecherrat der Tschernobyl-Initiativen von Rheinland-Pfalz
Als Paul Neumann 1998 in den Sprecherrat der Tschernobyl-Initiativen von Rheinland-Pfalz gewählt wurde, hatte er schon jahrelange Erfahrungen im Umgang mit Kindern aus den verstrahlten Gebieten in Belarus. Der Rat dient in erster Linie der Koordination der Hilfe der einzelnen Initiativen aus Rheinland-Pfalz, aber auch aus anderen Bundesländern. Darüber hinaus kann es hier zu einem Erfahrungs- und Informationsaustausch kommen. Als Vorsitzender des Rates reiste Paul Neumann mehrere Jahre nach Belarus, um bei dem „Department für humanitäre Tätigkeiten beim Präsidenten der Republik Belarus“, bei der Stiftung „Freude den Kindern“ und bei der Deutschen Botschaft in Minsk die Erholungsaufenthalte der Kinder in Rheinland-Pfalz und Deutschland zu koordinieren. Das Land Rheinland-Pfalz und die belarussischen Partner unterstützen die Initiativen. Seit den 1990er Jahren sind in Rheinland-Pfalz rund 60 Hilfsinitiativen ins Leben gerufen worden, von denen Ende 2017 noch ca. 10 existierten.

### Partnerschaft zwischen dem Rhein-Pfalz-Kreis und dem Landkreis Oppeln
Die über viele Jahre gefestigten Kontakte zwischen der Pfarrei St. Pankratius in Berghausen und der Dompfarrei zum Heiligen Kreuz in Oppeln waren unter anderem ein wesentliches Argument für die Unterzeichnung der Patenschaft zwischen dem Landkreis Ludwigshafen (heute Rhein-Pfalz-Kreis) und dem Landkreis Oppeln 2002. Im Zuge dessen stand Paul Neumann dem Landkreis in beratender Funktion und als Übersetzer zur Seite. In Absprache mit Werner Schröter organisierte er im Landkreis Ludwigshafen vom 9.9. bis 13.9.2002 eine Polnische Woche. Den Abschlussgottesdienst hielt Erzbischof Alfons Nossol in Berghausen zum Thema „Versöhnungsauftrag der Kirchen für ein geeintes Europa“. Außerdem organisierte er später im Auftrag der Landräte auch drei Bürgerreisen in den Landkreis Oppeln und begleitete sie als Reiseleiter und Übersetzter.

### Freundeskreis Speyer-Kursk
Von 2010 bis 2020 war Paul Neumann Sprecher des Freundeskreises Speyer-Kursk und damit in einem weiteren Gremium, das sich für Aussöhnung und gute Beziehungen zwischen Ost und West einsetzt. So plante er aufgrund seiner Erfahrung mit den Begegnungen von Jugendlichen aus Oppeln zusammen mit Mitgliedern der „Jungen Kirche“ Austausche von ökumenischen Jugendgruppen aus Speyer und der russischen Partnerstadt Kursk. Zusammen mit der Stadt Speyer plante er Bürgerreisen nach Kursk und nahm an diesen teil.

### Renovabis
Im Frühjahr 2016 arbeitete Paul Neumann in der Steuerungsgruppe von Renovabis „Solidaritätsaktion der deutschen Katholiken mit den Menschen in Mittel- und Osteuropa“ bei der Vorbereitung des Eröffnungsgottesdienstes mit, der 2017 im Dom zu Speyer stattfand.

### Paul-Neumann-Stiftung
Von den beiden Söhnen Christoph und Stephan Mathias wurde 2021 die Paul Neumann-Stiftung errichtet. Sie dient dem Anliegen des Vaters, dem langjährigen Vorsitzenden des Freundeskreises Speyer-Kursk, Begegnungen zwischen einheimischen und ausländischen (insbesondere osteuropäischen) Künstlern, Autoren, Musikern oder Theaterleuten und grenzüberschreitende Events zu fördern. Die Stiftung ist eine fiduziarische Stiftung der Kulturstiftung Speyer.

### Sportliches Engagement
Seit 1961 war Paul Neumann aktiver Mittel- und Langstreckenläufer beim TSV Speyer. Bereits 1965 legte er eine Prüfung als Prüfer für das Deutsche Sportabzeichen bei der Sportschule der Bundeswehr ab. In den Jahren 1967 und 1968 nahm er am sogenannten Hollandmarsch und an den 100 Kilometer von Biel teil. Seit 1985 nimmt er ehrenamtlich das Sportabzeichen beim TSV Speyer ab.

## Auszeichnungen
Für sein vielfältiges Engagement in den Beziehungen zu Polen, Belarus und Russland wurde Paul Neumann im Juni 2000 die Verdienstmedaille des Landes Rheinland-Pfalz verliehen. Im Oktober 2005 erhielt er dafür auch die Pirminiusplakette des Bistums Speyer. Im September 2015 erfolgte die Auszeichnung des Rhein-Pfalz-Kreises: er wurde vom Landrat zum Weinpaten des Wingerts des Landkreises ernannt. Die bedeutsamste Auszeichnung war die Verleihung des Bundesverdienstkreuzes am Bande im Februar 2017. Vom Sportbund Pfalz wurde er im März 2010 mit der Bronzenen Ehrennadel für seine Verdienste im Sport ausgezeichnet.